# José Manuel Flores
Pour les articles homonymes, voir Flores.
José Manuel Flores Moreno, dit Chico, né le 6 mars 1987 à Cadix (Espagne), est un footballeur espagnol évoluant au poste de défenseur central.

## Biographie
Le 10 juillet 2012, il est transféré du Genoa CFC à Swansea pour 2.2 M € et signe un contrat de trois ans. En Juillet 2014, il quitte le club gallois et signe à Lekhwiya Sports Club au Qatar, club entraîné par son ancien entraîneur Michael Laudrup.

## Palmarès
- Championnat du Qatar : 2015 et 2017
- 3 sélections avec l'équipe d'Espagne espoirs.